# Ihuatzio

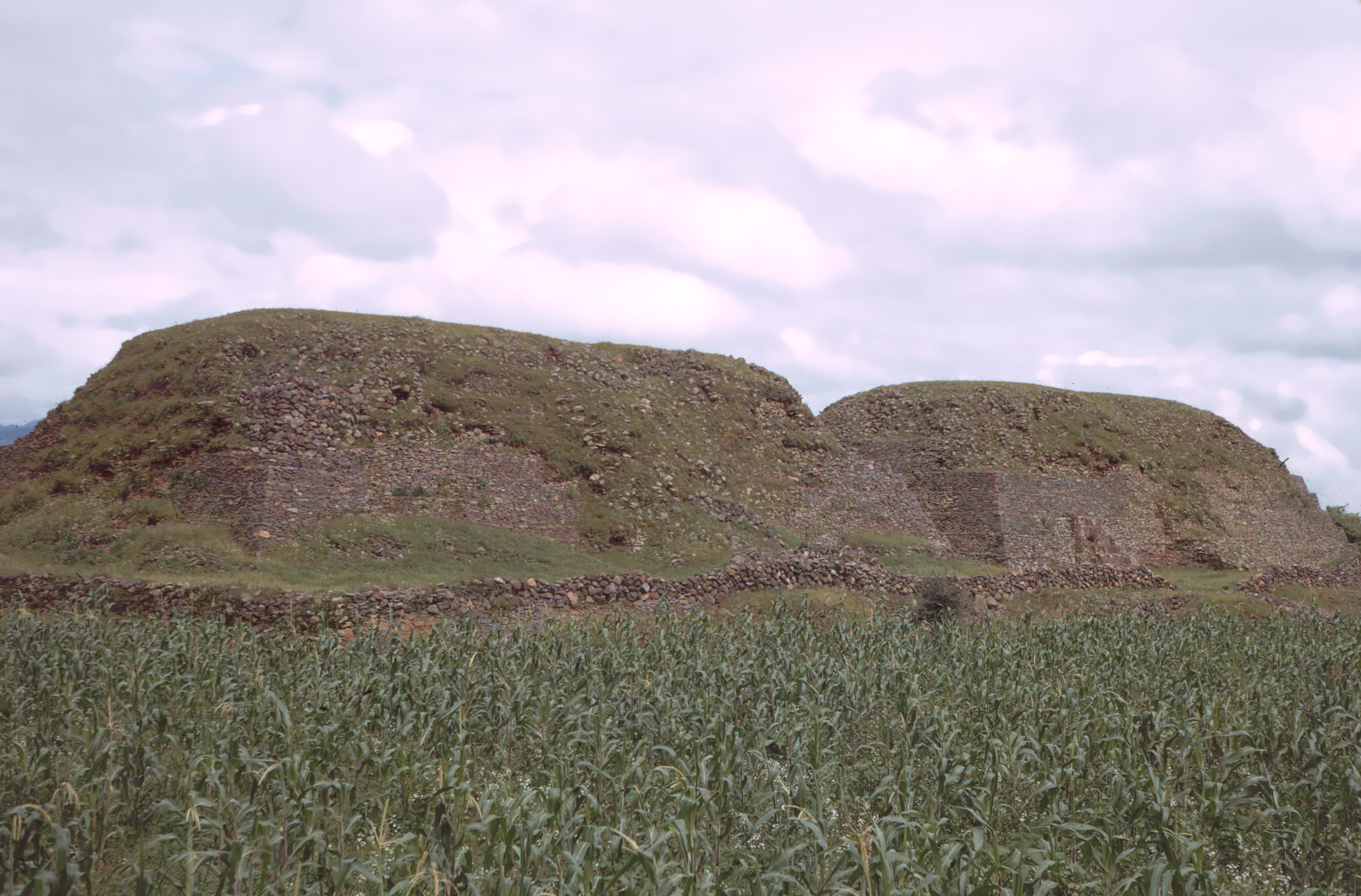

Ihuatzio is een plaats in de Mexicaanse staat Michoacán. Ihuatzio heeft 3547 inwoners (census 2005) en valt onder de gemeente Tzintzuntzan.
Ihuatzio was in de 13e eeuw de eerste hoofdstad van de Purépecha (Tarasken), voordat deze naar Tzintzuntzan werd verplaatst, en werd daarna een van de drie Purépechakoninkrijken, samen met Tzintzuntzan en Pátzcuaro. De naam Ihuatzio betekent 'plaats van de Coyotes' in het Purépecha. Nog steeds zijn er enkele Purépechapiramides te bezichtigen.